# Amanda (Highlander)
Pour les articles homonymes, voir Amanda.
 (mars 2011).
Si vous disposez d'ouvrages ou d'articles de référence ou si vous connaissez des sites web de qualité traitant du thème abordé ici, merci de compléter l'article en donnant les références utiles à sa vérifiabilité et en les liant à la section « Notes et références ».
 (novembre 2014).
Amanda est un personnage de la série télévisée Highlander puis de la série dérivée, L'Immortelle.

## Biographie
850, France : La « première mort » d'Amanda ; elle se produit lors d’une épidémie de peste en France. Son premier mentor est l’immortelle Rebecca Horne, elle la recueille et sa première leçon est de lui apprendre à ne pas voler le cristal de Mathusalem.
853, France : Elle reçoit sa dernière leçon de Rebecca ; cette dernière lui donne un morceau du cristal de Mathusalem qu'elle portait depuis plus de 1000 ans. La même année, elle combat pour la première fois un autre immortel, qu'elle ne veut pas combattre du fait de sa plus grande expérience. Rebecca lui assure par la suite qu'elle ne pourra pas toujours la protéger.
1182, Angleterre : Elle rencontre en Angleterre Kenneth, un enfant immortel qui fut tué avec ses parents par des soldats anglais, elle devient son mentor puis ils sont séparés, Amanda le croira mort.
Vers 1500, Italie : Elle est avec Lucrèce Borgia.
1565 : Amanda est amie avec la fille du Duc de Bourgogne, Christina, elle lui apprendra à se battre. Louis de Ranco émissaire du Duc de Savoie va proposer le mariage de Christina avec le fils de son Duc, Philippe. Afin de faire cesser la guerre, il doit en gage de bonne volonté rapporter la  dot de Christina ; sur le chemin, il tue les soldats de l'escorte et garde la dot pour lui en la cachant. Amanda le surprend, lui reprend la dot et la rapporte en personne au Duc de Savoie. Louis tue Christina sous les yeux d'Amanda.
1635, France : Elle fait la connaissance de Duncan MacLeod en France. Durant les siècles qui suivent, elle le revoit régulièrement. Ils seront amants de temps en temps, et restent toujours amis.
1643, Allemagne : Elle aide Suzane à accoucher une jeune femme, elles seront toutes les deux accusées de sorcellerie, et condamnées à être brûlées vives par Julian Heller ; Amanda réussit à fuir mais Suzanne sera brûlée.
1720, Bahamas : Elle embarque sur le Marie Rose un navire, elle va défendre un couple de noirs émancipés, Louise et Marcel contre le capitaine qui ne veut pas les embarquer. Pour la remercier, Marcel offre un médaillon à Amanda. Le navire fait naufrage et Marcel et Louise meurent tous les deux.
1753, Turquie : Elle fait partie du harem d'un sultan, Duncan la sauve alors qu'elle allait se faire couper les mains pour avoir volé.
1792, France : Pendant la Révolution française, elle est en compagnie d'un jeune duc. Ils sont pris à partie par des révolutionnaires, parmi eux se trouvent l'immortelle Talia Bauer. Promise à la guillotine, Talia laisse cependant partir Amanda en échange d'une dette.
1804, Allemagne : Elle vit dans une auberge bavaroise avec Duncan, mais elle s'enfuit avec Zachary Blaine après avoir commis un vol, Duncan est accusé à sa place mais il réussit à s'échapper.
1888, États Unis : à San Francisco, Amanda va gagner en trichant lors d'une partie de poker, la salle de jeu de Kit O'Brady le Double Eagle ; elle le rebaptise la dame de pique et refuse de rendre sa pièce porte bonheur à Kit. Plus tard, le club brûle.
1890, Angleterre : Amanda est la compagne du fils adoptif de Morgan Kenworth, son fils est tué par Grady, il passera sa vie à tuer tous ses descendants. En 1999 il recroise Amanda, et est tué par un bris de glace.
1907, Chine : L'un de ses autres maîtres fut André Korda, maître d'arme qu'elle rencontre en Chine.
1908, Angleterre : à Londres, Amanda est en compétition avec l'immortelle Jade, elles veulent toutes les deux voler un diamant de 52 carats. Elles décident de le jouer aux cartes. Jade gagne, vole le diamant, mais Amanda le lui reprend.
France : 4 Paris, Amanda passe la nuit avec le peintre Antonio Ravelli, il peint L'Inconnu au verre de vin, le lendemain Ravelli est trop ivre pour signer le tableau, Amanda signe à sa place.
1912, Océan Atlantique : Amanda vit le naufrage du Titanic.
1917, France. Un caporal John Ray, transporte les bijoux de son colonel ainsi qu'un ordre de repli. Amanda lui dérobe sa besace, et jette le message sans savoir ce qu'il y avait d'écrit, causant ainsi la mort de milliers de soldats dont celle de John Ray.
1926, États Unis : Amanda retrouve Duncan, elle est en tournée avec un cirque sur la côte ouest. Amanda et Cory Raine qui jouent les Bonnie and Clyde, sont recherchés par le F.B.I et se font à de nombreuses reprises tuer et passer pour morts. Duncan les déterre après chacune de leur « mort ».
1936, Allemagne : Elle est chanteuse dans un cabaret, grâce à l'aide de Duncan elle fuit l’Allemagne nazie dans un avion.
1950. Elle est en compagnie de Duncan Mc Leod et Hugh Fitzcairn pour retrouver la pierre de Scone.
1953. Elle se trouve à Varsovie.
20 août 1968. Elle est à Prague en compagnie de Charlie un ami mortel.
1992. Elle retrouve Duncan Mc Leod après 42 ans d'absence. Ce dernier lui présente sa compagne  Tessa Noël et le pré immortel Richie Ryan. La même année elle va tuer Zachary Blaine.
1997. Elle se remet en couple avec Mac Leod qui dit être heureux avec elle. Mais leur idylle ne dure pas. 
1999, États Unis : Elle rencontre Nick Wolf, un flic que son charme attire irrésistiblement. Malgré sa « méfiance » envers la loi, elle fera équipe avec lui jusqu’à la découverte de l’immortalité du policier.
Petite voleuse au Moyen Âge, elle reste à l'époque moderne une arnaqueuse et une cambrioleuse. Duncan MacLeod en a fait souvent les frais.